# Danny Lorenz
Danny Lorenz (* 12. Dezember 1969 in Murrayville, British Columbia) ist ein ehemaliger kanadischer Eishockeytorwart, der unter anderem in der National Hockey League für die New York Islanders sowie in der Deutschen Eishockey Liga für die Adler Mannheim spielte.

## Karriere
Der 1,78 m große Goalie begann seine Karriere bei den Seattle Thunderbirds in der kanadischen Juniorenliga Western Hockey League, bevor er beim NHL Entry Draft 1988 als 58. in der dritten Runde ausgewählt (gedraftet) wurde.
Seine ersten NHL-Einsätze für die Islanders absolvierte der Linksfänger in der Saison 1990/91, zuvor war er schon bei verschiedenen Farmteams in der American Hockey League bzw. der East Coast Hockey League eingesetzt worden. In den folgenden Jahren stand der Torhüter immer wieder in einigen Saisonspielen für New York auf dem Eis, zum Stammtorwart reichte es für ihn jedoch nie, sodass er schließlich nur noch in der tiefklassigeren International Hockey League spielte. Zu Beginn der Saison 98/99 kam Lorenz zu den Mannheimer Adlern. Allerdings konnte Lorenz weder in der DEL noch in Europapokalspielen überzeugen, die Adler kösten seinen Vertrag auf* und so wechselte er während der laufenden Saison zurück nach Nordamerika, wo er erneut in verschiedenen Minor Leagues spielte. Noch einmal kehrte der Kanadier nach Europa zurück, wo er für die Nottingham Panthers in der britischen Ice Hockey Superleague bzw. für die Guildford Flames und die Newcastle Vipers in der National League zwischen den Pfosten stand. Seine Karriere beendete Lorenz im Jahr 2004 bei den New Mexico Scorpions in der US-amerikanischen Minor League CHL.

## Erfolge und Auszeichnungen
- 1989 Del Wilson Trophy
- 1999 Turner-Cup-Sieger mit den Houston Aeros

## NHL-Statistik
(Legende zur Torhüterstatistik: GP oder Sp = Spiele insgesamt; W oder S = Siege; L oder N = Niederlagen; T oder U oder OT = Unentschieden oder Overtime- bzw. Shootout-Niederlage; Min. = Minuten; SOG oder SaT = Schüsse aufs Tor; GA oder GT = Gegentore; SO = Shutouts; GAA oder GTS = Gegentorschnitt; Sv% oder SVS% = Fangquote; EN = Empty Net Goal; 1 Play-downs/Relegation; Kursiv: Statistik nicht vollständig)